# Birgit Peter (Ruderin)
Birgit Peter (* 27. Januar 1964 in Potsdam) ist eine ehemalige Ruderin, die 1988 für die DDR Olympiasiegerin im Doppelzweier und 1992 für Deutschland Olympiasiegerin im Doppelvierer wurde.
Ihre Karriere begann 1982 als Juniorenweltmeisterin im Doppelvierer. Die Ruderin von der SG Dynamo Potsdam trainierte bei Jutta Lau und wurde 1985 erstmals Weltmeisterin in der Erwachsenenklasse, zusammen mit Kristina Mundt, Jutta Hampe und Ramona Balthasar gewann sie den Titel im Doppelvierer. 1986 wurde das Boot umgebildet und gewann mit Jana Sorgers, Kerstin Hinze, Birgit Peter und Kerstin Pieloth erneut den Weltmeistertitel. Im Jahr darauf kehrte Jutta Hampe für Kerstin Hinze ins Boot zurück und Birgit Peter gewann ihren dritten Weltmeistertitel in Folge. 1988 wechselte Peter in den Doppelzweier, bei den Olympischen Spielen 1988 in Seoul gewann sie zusammen mit Martina Schröter Gold. Für diesen Sieg wurde sie mit dem Vaterländischen Verdienstorden in Gold ausgezeichnet.
1989 trat Birgit Peter im Einer an und wurde bei der Weltmeisterschaft Zweite hinter der Rumänin Elisabeta Lipă. 1990 gewann Peter dann den Weltmeistertitel im Einer vor der Kanadierin Silken Laumann. Im Winter 1990/1991 wechselte Birgit Peter von Potsdam nach Karlsruhe, wo sie unter Sabine Dähne beim Karlsruher RV Wiking trainierte. 1991 schloss Birgit Peter ihre Ausbildung zur Medizinisch-Technischen Laborantin ab und konnte sich nicht für die Nationalmannschaft qualifizieren. Vor den Olympischen Spielen 1992 kam sie zurück und qualifizierte sich im Doppelvierer. In Barcelona gewann das Boot in der Besetzung Kerstin Müller, Sybille Schmidt, Birgit Peter und Kristina Mundt Gold mit vier Sekunden Vorsprung auf die Rumäninnen.
Peter ist mit dem Ruderer Christian Händle verheiratet.